# Michael Maestlin
Michael Maestlin o anche Mästlin, Möstlin e Moestlin (Göppingen, 30 settembre 1550 – Tubinga, 20 ottobre 1631) è stato un astronomo e matematico tedesco, noto per essere stato il mentore di Keplero.

## Carriera
Maestlin ha studiato teologia, matematica e astronomia al Tübinger Stift a Tubinga, Germania. Si è laureato nel 1571 e nel 1576 è diventato diacono luterano a Backnang, dove ha continuato i suoi studi.
Nel 1580 è diventato professore di matematica, dapprima all'Università di Heidelberg, in seguito all'Università di Tubinga, dove ha insegnato per 47 anni. Nel 1582 Maestlin ha scritto una popolare introduzione all'astronomia.
Tra i suoi studenti c'era Giovanni Keplero. Sebbene insegnasse principalmente la concezione geocentrica del sistema solare, Maestlin è stato anche uno dei primi ad accettare e insegnare la visione eliocentrica di Niccolò Copernico. Maestlin ha tenuto una fitta corrispondenza con Keplero e ha giocato un considerevole ruolo nell'adozione del sistema copernicano.
A Maestlin si deve anche il primo calcolo decimale noto del reciproco del rapporto aureo, calcolato in 0,6180340 in una lettera a Keplero del 1597.

## Osservazioni astronomiche
Tra le osservazioni di Maestlin è degna di nota la sua catalogazione dell'ammasso delle Pleiadi effettuata il 24 dicembre del 1579. Egli ha catalogato 11 stelle nell'ammasso e, forse, ne ha osservate fino a 14.
Altresì degna di nota è la sua osservazione dell'occultazione di Marte da Venere del 13 ottobre 1590.

## Designati in suo onore
Portano il suo nome:
- Il cratere Maestlin sulla Luna.
- Una rima sulla Luna, Rimae Maestlin.
- L'asteroide 11771 Maestlin, scoperto nel 1973.

## Nella finzione
Nel romanzo Cinque settimane in pallone di Jules Verne, si dice che il servitore Joe aveva: in comune con Moestlin, il professore di Keplero, la rara capacità di distinguere le lune di Giove ad occhio nudo e di vedere 14 stelle nelle Pleiadi, la più debole delle quali è solo della nona magnitudine.